# The Adventure
«The Adventure» es el primer sencillo lanzado por la banda Angels & Airwaves.

## Vídeo Musical
El vídeo muestra a los miembros de la banda tocando la canción dentro de una nave espacial, mientras se muestra a Delonge caminando por un prado. Tiene ese sonido a nave espacial. Fue dirigido por The Malloys, quienes trabajaron con blink-182 para el vídeo de First Date.
Ganó en la categoría "Woodie del Año" de los  MtvU Woodie Awards del 2006 y estuvo nominado en los MTV Video Music Awards del mismo año, incluyendo las categorías "Mejor Artista Nuevo", "Mejores Efectos Especiales y "Mejor Montaje".
También alcanzó la posición #38 de Los 100 + pedidos de MTV Latinoamérica.

## Posiciones en listas
| Listas (2006)          | Mejor posición |
| U.S. Billboard Hot 100 | 55             |
| U.S Modern Rock Tracks | 5              |
| U.S Pop 100            | 51             |
| UK Singles Chart       | 20             |
| ---------------------- | -------------- |

- Datos: Q1158859